# Asser (arcybiskup Lund)
Asser, także czasem Asger, Ascer, Asker (ur. ok. 1055, zm. 5 maja 1137) – duchowny katolicki, od 1089 biskup, a od 1104 pierwszy arcybiskup Lund.

## Życiorys

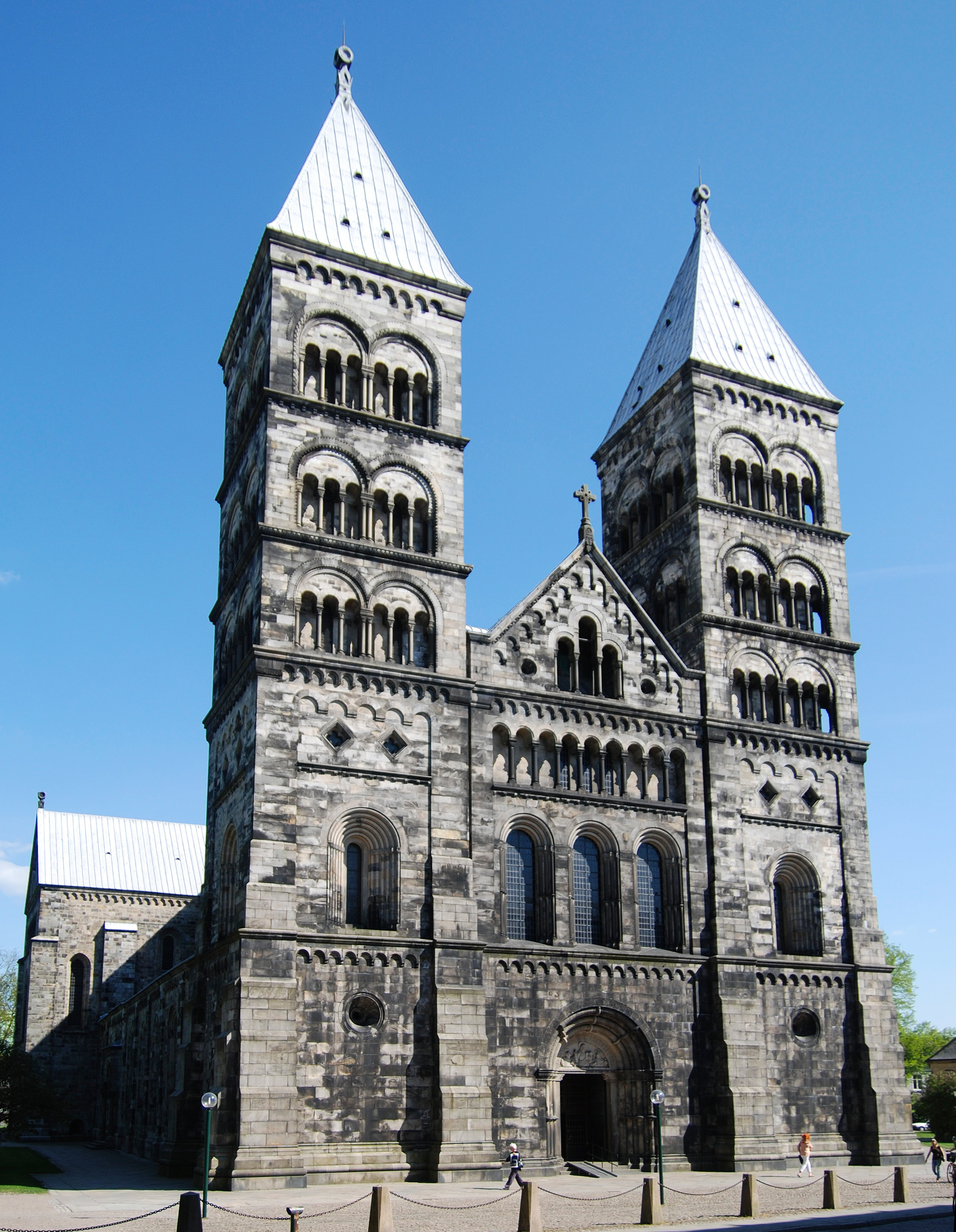
Romańska katedra w Lund, dawne miejsce koronacji duńskich monarchów, której budowę Asser rozpoczął

Pochodził z możnej rodziny duńskiej, spokrewnionej z rodem królewskim. 18 listopada 1089 r. został wyświęcony na biskupa Lund, podległego arcybiskupstwu Bremy. W wyniku konfliktu królów duńskich z niemieckimi arcybiskupami, ci pierwsi rozpoczęli starania o ustanowienie niezależnego arcybiskupstwa duńskiego. Wysiłki Eryka I Zawsze Dobrego dały efekt w postaci podniesienia najpóźniej w 1104 r. (już po śmierci Eryka) biskupstwa w Lund do rangi arcybiskupstwa (i jednocześnie samego Assera), któremu podległa była organizacja kościelna całej Skandynawii.
Uniezależnienie Lund od Bremy nie było początkowo trwałe: sprzeciwy arcybiskupów Bremy dały przejściowy efekt w 1133 r., gdy uzależniony od cesarza Lotara III z Supplinburga papież Innocenty II ogłosił bullę, którą degradował Assera do rangi biskupa, przyznając zwierzchnictwo nad Skandynawią ponownie Bremie. Asser jednak nadal używał tytułu i sprawował funkcje arcybiskupa. Ostatecznie dążenia Bremeńczyków zahamował i potwierdził prawa arcybiskupie Lund następca Assera, jego bratanek Eskil.
Asser podczas pełnienia stanowiska arcybiskupa rozpoczął wznoszenie w Lund nowej katedry. Próbował dyscyplinować duchowieństwo duńskie, co wywołało jednak nawet powstanie chłopskie. Wspierał go król duński Niels Stary, ale w stosunkach między nim a arcybiskupem pojawiły się rysy, związane ze sporem o prawo króla do inwestytury duńskich biskupów. Rozłam między biskupem a królem nastąpił w 1134 r. (po decyzji papieskiej o odebraniu tytułu arcybiskupiego Asserowi), gdy Asser poparł uzurpującego sobie koronę duńską Eryka II Pamiętnego, który koronował się w 1133 r. i ostatecznie pokonał Nielsa w 1134 r.